# Beylicato de Germiyan
El beylicato de los germiyánidas (también llamado Kermiyān, Germiyan, Germiyanoğulları o beylicato de Cesa) fue uno de los beylicatos de Anatolia y tenía por capital la ciudad de Kütahya, en la actual Turquía. Durante un breve periodo en el siglo XIV, la dinastía de Germiyan fue la más poderosa por detrás de la dinastía del Beylicato de Karaman-oğlu. Posteriormente, fueron conquistados por el Beylicato de Osman-oğlu, fundadores del Imperio Otomano.

## Historia
El beylicato de los germiyánidas fue creado por miembros de la tribu afxar de los Turcos Oghuz. Se rebelaron contra el Sultanato de Rum el 1283, y la lucha se prolongó hasta el 1299, cuando llegaron a un acuerdo mediante el cual entraban en posesión de la ciudad de Ankara.
El beylicato los germiyánidas favoreció la colonización de los territorios romanos de Oriente de Anatolia con inmigrantes turcos, porque los beylicatos de Aydın-Oglu, Saruhan-Oglu, Ladik-Oglu (o Inanç-Oglu), Karesi-Oglu y Menteşe-Oglu fueron fundados por comandantes procedentes de Germiyan y eran vasallos. En 1303 iniciaron el asedio de la ciudad romana de Oriente de Filadelfia, pero fueron derrotados en 1304 por la Compañía Catalana de Oriente en la Batalla de Germe y en la Batalla de Aulax.
Los beylicatos de Sâhipata-oğlu y Hamit-oğlu se convirtieron en territorios aliados para protegerse contra los ataques del beylicato de Karaman-oğlu. A partir del 1314 se declararon aliados del  ilkanato  y concentraron sus ataques hacia occidente. El incremento de poder de los beylicatos que inicialmente le eran vasallos redujo a Germiyan a una situación de aislamiento, que lo ahogó económicamente y finalmente cayeron bajo el poder del beylicato de Osman-oğlu, fundador del Imperio Otomano.

## Lista de beys

### Yakup bin Ali Şir
También conocido como Yâkub Bey I, A elī-šīr Kermiyān, Alysirae, Caramano Alisurio fue el fundador de la dinastía y bey desde el 1264 hasta el 1325. En la Batalla de Aulax (1304), fue herido y cayó derrotado de forma importante por las tropas de la Compañía Catalana de Oriente a las órdenes de Roger de Flor.
Ejecutado Kaykhusraw III por los mongoles el 1284, subió al trono Giyath al-Din Masud II, al que se cree que los germiyanoğulları, seguramente ya dirigidos por Yakub, no reconocieron. Estalló la guerra, pero la caída de Masud la detuvo y se restableció la situación, puesto que una inscripción del 1299 dice que Yakup bin Ali Şir era vasallo de Kaykubad III. Yakub se hizo de hecho independiente aunque primero como vasallo selyúcida y después mongol de Persia (nominalmente hasta el tiempo de su hijo, después del 1335, cuando el poder de los ilkánidas persas se diluyó).
Parece que ejercía cierta autoridad sobre los emires vecinos de Aidin, Sarukhan y Karasi, y por ejemplo Mehmed Beg de Aidin había sido antes un general suyo (subaixi). Cobró tributo a los romanos de Oriente y dominaba la mayor parte de Frigia incluida la región de Toñuzlu-Ladik en manos de un pariente suyo que era vasallo, y la región de Kara Hisar, gobernada por su yerno.
Los catalanes le arrebataron Simaw y Kula, pero cuando marcharon su hijo Mehmed las reconquistó a los romanos de Oriente. Asedió Alaşehir (Filadelfia), último enclave romano de Oriente, pero la llegada de los catalanes le impidió ocuparla (1304), no obstante en 1314 ya dominaba la ciudad.
La fecha de su muerte no es conocida todavía vivía en 1320. Lo sucedió su hijo Mehmed Beg.

### Mehmed Beg
Antes de subir al trono su padre, Yakub Bey I, lo envió a reconquistar las regiones de Simaw y Kula que habían sido ocupadas por los catalanes y entregadas por estos a los romanos de Oriente, y que recuperó.
Sucedió su padre en una fecha no conocida exactamente después del 1320. Después del 1335 la soberanía mongola, aunque todavía era respetada, dejó de existir. El estado perdió la prosperidad de la cual disfrutó bajo su padre.
Murió en fecha incierta, pero  su hijo y sucesor Süleyman Şâh Bey  reinaba ya en 1363, tuvo que ser antes de esta fecha, alrededor de 1360.

### Süleyman Şâh Bey
Sucedió su padre hacia el 1360. Escribió un romance sobre su padre que aporta algún dato sobre este (de hecho las únicas conocidas) y otras obras, y encargó algunas más.
El aislamiento de Germiyan de la costa debido al dominio de sus antiguos vasallos Aidin, Karasi y Sarukhan lo habían dejado en posición secundaria y además se encontraba en medio de otomanos y karamánidas. Los otomanos eran sus enemigos tradicionales,pero ante las amenazas del karamánidas, Sulayman Shah se alió y fortaleció la alianza con el casamiento de su hija Dewlet Khatun con el príncipe Yildirim Bayazeto dando como dote los distritos de Kutahhya, Simaw, Egrigoz (Emed) y Tawshanil y estableció su capital en Kula.
Murió el 1387 y lo sucedió su hijo Yakub Beg II.

### Yakub Beg II
Conocido también como Yakub Celebi, sucedió a su padre el 1387. El 1389, aliado a otros emires, inició la guerra contra el sultán otomano Bayazeto I e intentó recuperar las villas que su padre había cedido hacia el 1380. El 1390 Bayazeto lo derrotó y lo hizo prisionero llevándolo a Ipsala y anexionando el emirato. Estuvo prisionero hasta el 1399 cuando se escapó y disfrazado llegó a Siria y de allí fue a encontrar a Tamerlán. Participó en la batalla de Ankara en julio de 1402 e identificó a Bayazeto I en el campo de batalla. Después de la victoria, Tamerlán le devolvió el emirato incluyendo las villas que su padre había cedido a los otomanos. En la guerra civil por la sucesión otomana apoyó a su sobrino (hijo de su hermana) Mehmed II. El 1411 el emir de Karaman ocupó el emirato, pero el 1414 le fue devuelto por Mehmed II que después de derrotar sus hermanos derrotó a Karaman. A la muerte de Mehmed II apoyó al hermano de Murat, Kuçuk Mustafá y cuando este fue derrotado las relaciones con el sultán otomano Murat II se volvieron tensas por un periodo breve de tiempo, pero después se hicieron amigos. Ya muy viejo y sin herederos en 1428 dejó el emirato por testamento al sultán otomano Murat II, con lo cual lo beylicato dejó de existir como tal.

## Consultar también
- Beylicatos de Anatolia
- Compañía Catalana de Oriente